# 이찬인
이찬인(1927년 ~ 2024년 2월 11일)은 대한민국의 증권인이자 전(前) 한화투자증권 대표이사이다.

## 경력
- 황해북도 신계군 출생
- 투자상담사회 고문
- 제일증권 (현 한화투자증권) 상임고문
- 제일증권 (현 한화투자증권) 대표이사 (1980년 ~ 1987년)
- 태평양증권 (현 SK증권) 전무이사
- 한국투자공사 근무
- 한국증권거래소 (현 한국거래소) 근무